# TSV 1880 Wasserburg
Le  TSV 1880 Wasserburg est un club féminin allemand de basket-ball basé à Wasserburg am Inn. Le club appartient à la Damen Basketball Bundesliga, le plus haut niveau du championnat allemand.

## Historique
En 2014, Wasserburg remporte les finales par trois victoires à aucune contre evo New Basket Oberhausen, avec notamment Emma Cannon, Stina Barnert et Anne Breitreiner, portant à huit le nombre de championnats nationaux remportés.

## Palmarès
- Champion d'Allemagne : 2004, 2005, 2006, 2007, 2008, 2011, 2013, 2014, 2015, 2016, 2017
- Vainqueur de la Coupe d'Allemagne : 2005, 2006, 2007, 2011, 2014, 2015, 2016, 2017, 2018

## Entraîneurs successifs
- Depuis ? : -

## Joueuses célèbres ou marquantes
- Anne Breitreiner